# 陸銓
陸銓（1492年—？），字選之，號石溪，浙江宁波府鄞縣（今浙江省宁波市）人，軍籍。明朝政治人物，嘉靖二年进士。

## 生平
治《易經》，正德十一年（1516年）由國子生中式丙子科浙江鄉試第十四名舉人，嘉靖二年（1523年）癸未科會試第三名，第二甲第三十四名進士。授刑部主事。與弟弟陸釴同时参加大禮議之争，下詔獄并被廷杖。升兵部员外郎，嘉靖七年（1528年）四月与刑部主事江以达主持福建乡试。历迁福建按察司添注副使，尝摄海道，十三年九月升河南布政司右参政，十六年十一月升任廣西按察使。奉命讨伐地方地方武装起义，事成后十八年（1539年）六月因功進山東右布政使，以内艰归。

## 家族
曾祖陸琦。祖父陸浣，贈監察御史。父陸偁，按察司副使，封中順大夫。母杨氏，封恭人。具庆下。
行五十七，兄鎬、鉞、登（监生）、鉌、鋐、陸鈳（南京兵部郎中）、鐄、弟陸釴（翰林院编修）。

## 著作
- 《海陵金石略》、《石溪集》